# Bezirk Neu-Sandec
Bezirk Neu-Sandec – dawny powiat (Bezirk) kraju koronnego Królestwo Galicji i Lodomerii, funkcjonujący w latach 1854–1867. Siedzibą starostwa było miasto Neu-Sandec (Nowy Sącz).

## Historia
Bezirk Neu-Sandec utworzono w ramach reformy uwłaszczeniowej z okresu Wiosny Ludów (1848–1849), która likwidowała jurysdykcję właściciela ziemskiego nad poddanymi. W Galicji, dominium – jako podstawowa jednostka administracyjna i filar systemu feudalnego straciło rację bytu. Konieczne stało się zatem wprowadzenie nowego systemu administracyjnego, którego zręby powstały w latach 1851–1855. Nowy trójstopniowy podział administracyjny objął 21 cyrkułów (niem. Kreise), 179 małych powiatów (niem. Bezirke) i ponad 6000 gmin (niem. Gemeinde). 
Bezirk Neu-Sandec objął obszar o wielkości 5,8 mil², zamieszkany był przez 28.375 ludzi i podzielony na 63 gminy katastralne, w tym jedno miasto (Neu-Sandec i jedno miasteczko (Zbyszyce). Wszedł w skład cyrkułu sądeckiego, jako jeden z jego dziesięciu powiatów. Powiat miał podłużny kształt, sięgający od Witowic Dolnych na północy po Barnowiec na południu (około 50 km). W północnej części powiatu znajdowała się eksklawa należąca do Bezirk Brzesko (a zarazem do cyrkułu bocheńskiego), którą stanowiła miejscowość Grabie, a która z kolei była częścią gminy Drużków Pusty. Eksklawa ta oddzielała częściowo gminę Kąty od reszty powiatu.
Po nadaniu Galicji autonomii oraz powołaniu samorządu gminnego i powiatowego w 1865 zlikwidowano cyrkuły (Kreise). Dotychczasowe małe powiaty (Bezirke) w liczbie 179, utrzymały się do 1867 roku, kiedy to w następstwie kolejnej reformy administracyjnej (23 stycznia 1867) zostały zastąpione przez 74 większe powiaty. Obszar zniesionego Bezirk Neu-Sandec wszedł wtedy prawie w całości w skład nowego powiatu nowosądeckiego, oprócz gminy Kąty, włączonej do nowego powiatu brzeskiego i oprócz gminy Mystków, włączonej do nowego powiatu grybowskiego. Powiat grybowski zniesiono 1 kwietnia 1932, a gminę Mystków włączono do powiatu nowosądeckiego.

## Podział administracyjny (1854)
| Lp. | Gmina jednostkowa                                  | Powierzchnia | Ludność | Powiat w 1867 po zniesieniu |
| --- | -------------------------------------------------- | ------------ | ------- | --------------------------- |
| 1   | Neu-Sandec (M)                                     | 1875         | 6618    | nowosądecki                 |
| 2   | Falkowa                                            | 500          | 183     | nowosądecki                 |
| 3   | Gołąbkowice i Roszkowice                           | 555          | 198     | nowosądecki                 |
| 4   | Paszyn                                             | 1965         | 759     | nowosądecki                 |
| 5   | Piątkowa                                           | 1030         | 424     | nowosądecki                 |
| 6   | Żeleźnikowa (Wielka i Mała)                        | 1660         | 645     | nowosądecki                 |
| 7   | Poręba Niżna i Wyżna                               | 835          | 473     | nowosądecki                 |
| 8   | Rojówka                                            | 360          | 57      | nowosądecki                 |
| 9   | Skrzętla                                           | 410          | 187     | nowosądecki                 |
| 10  | Rąbkowa                                            | 545          | 217     | nowosądecki                 |
| 11  | Siedlce i Słowikowa                                | 1470         | 604     | nowosądecki                 |
| 12  | Stara Wieś Weber                                   | 205          | 48      | nowosądecki                 |
| 13  | Sienna                                             | 400          | 198     | nowosądecki                 |
| 14  | Just ze Strugą, Świdnik i Tęgoborze                | 1735         | 804     | nowosądecki                 |
| 15  | Zawadka z Rozdzielem                               | 585          | 227     | nowosądecki                 |
| 16  | Ubiad i Wielogłowy                                 | 1150         | 511     | nowosądecki                 |
| 17  | Wilkonosza                                         | 280          | 109     | nowosądecki                 |
| 18  | Wielopole                                          | 560          | 287     | nowosądecki                 |
| 19  | Witowice Dolne                                     | 1070         | 358     | nowosądecki                 |
| 20  | Witowice Górne                                     | 530          | 156     | nowosądecki                 |
| 21  | Zabełcze                                           | 620          | 310     | nowosądecki                 |
| 22  | Załubińcze                                         | 650          | 759     | nowosądecki                 |
| 23  | Jelna i Zbęk                                       | 1460         | 446     | nowosądecki                 |
| 24  | Kurów                                              | 805          | 247     | nowosądecki                 |
| 25  | Miłkowa                                            | 820          | 225     | nowosądecki                 |
| 26  | Wola Kurowska                                      | 440          | 163     | nowosądecki                 |
| 27  | Zbyszyce (m)                                       | 615          | 300     | nowosądecki                 |
| 28  | Zawada                                             | 1025         | 497     | nowosądecki                 |
| 29  | Biała Woda                                         | 560          | 324     | nowosądecki                 |
| 30  | Biczyce i Krasne                                   | 1070         | 406     | nowosądecki                 |
| 31  | Trzetrzewina                                       | 1565         | 554     | nowosądecki                 |
| 32  | Chełmiec ze Rdziostowem, Drzykową i Hundsdorfem    | 2020         | 697     | nowosądecki                 |
| 33  | Chomranice                                         | 810          | 358     | nowosądecki                 |
| 34  | Kunów i Jamnica                                    | 985          | 274     | nowosądecki                 |
| 35  | Mystków                                            | 1510         | 657     | grybowski                   |
| 36  | Chruślice                                          | 540          | 62      | nowosądecki                 |
| 37  | Dąbrowa i Łążek                                    | 710          | 268     | nowosądecki                 |
| 38  | Klimkówka                                          | 500          | 95      | nowosądecki                 |
| 39  | Dąbrówka i Bielowice                               | 1000         | 501     | nowosądecki                 |
| 40  | Klęczany                                           | 590          | 349     | nowosądecki                 |
| 41  | Kąty                                               | 650          | 288     | brzeski                     |
| 42  | Łęki                                               | 500          | 238     | nowosądecki                 |
| 43  | Krasne                                             | 1500         | 489     | nowosądecki                 |
| 44  | Łęka                                               | 650          | 261     | nowosądecki                 |
| 45  | Januszowa z Łęgiem                                 | 620          | 246     | nowosądecki                 |
| 46  | Librantowa i Boguszowa                             | 1385         | 532     | nowosądecki                 |
| 47  | Naściszowa z Grabową, Kwieciszową i Rościszową     | 650          | 275     | nowosądecki                 |
| 48  | Lipie                                              | 770          | 272     | nowosądecki                 |
| 49  | Bilsko z Białą, Ostrą Górną i Dolną oraz Rośmirową | 1585         | 500     | nowosądecki                 |
| 50  | Łososina Dolna z Jakubkowicami, Łącznem i Sadową   | 1820         | 635     | nowosądecki                 |
| 51  | Wronowice z Łyczanką                               | 750          | 366     | nowosądecki                 |
| 52  | Marcinkowice                                       | 1200         | 480     | nowosądecki                 |
| 53  | Wola Marcinkowska                                  | 350          | 480     | nowosądecki                 |
| 54  | Michalczowa                                        | 535          | 323     | nowosądecki                 |
| 55  | Barnowiec                                          | 910          | 163     | nowosądecki                 |
| 56  | Bącza i Kunina                                     | 820          | 376     | nowosądecki                 |
| 57  | Czaczów                                            | 880          | 311     | nowosądecki                 |
| 58  | Frycowa                                            | 990          | 367     | nowosądecki                 |
| 59  | Kamionka Mała i Łęg                                | 410          | 261     | nowosądecki                 |
| 60  | Nawojowa                                           | 1250         | 612     | nowosądecki                 |
| 61  | Popardowa Niżna i Wyżna                            | 820          | 252     | nowosądecki                 |
| 62  | Rybień                                             | 435          | 187     | nowosądecki                 |
| 63  | Złotne i Homrzyska                                 | 2500         | 386     | nowosądecki                 |

Objaśnienie:
(M) = miasto; (m) = miasteczko